# Валбон (Гондомар)
Валбон (порт. Valbom) — район (фрегезия) в Португалии, входит в округ Порту. Является составной частью муниципалитета Гондомар. Находится в составе крупной городской агломерации Большой Порту. По старому административному делению входил в провинцию Дору-Литорал. Входит в экономико-статистический субрегион Большой Порту, который входит в Северный регион. Население составляет 32 567 человек на 2001 год. Занимает площадь 4,55 км².